# Traité d'Asti (1614)
Le traité d'Asti également appelé premier traité d'Asti est signé le 1er décembre 1614, entre le duché de Milan de Juan de Mendoza, marquis de la Hinojosa (es), le duché de Mantoue de Charles Ier de Mantoue et le duché de Savoie de Charles-Emmanuel au sujet de la succession du marquisat de Montferrat.

## Historique
En 1612, après la mort de François, duc de Mantoue, sans enfant mâle, le cardinal Ferdinand, son frère, qui n'était encore que prêtre, mais qui avait obtenu du pape Paul V une dispense pour se marier, prit possession du marquisat de Montferrat, au grand dam de Charles-Emmanuel Ier de Savoie. Les deux parties entrèrent immédiatement en guerre en raison que la veuve de François de Mantoue était la fille de Charles-Emmanuel de Savoie et avec quelques autres différends touchant plusieurs dots de mariages anciens et récents.
Du côté du duc de Mantoue, on soutenait, au nom de Marie de Gonzague, que le Montferrat étant un fief féminin elle pouvait le posséder. De son côté, le prince Charles-Emmanuel de Savoie demandait qu'on lui remit sa fille et sa petite-fille afin de réunir plus facilement le Montferrat à ses États. Enfin on proposait comme moyen d'accordement de faire épouser Marguerite de Savoie, veuve de François de Gonzague et fille de Charles-Emmanuel de Savoie, à Ferdinand de Mantoue. Aussi vicieux et incapable que son père et que son frère, celui-ci ne sut prendre une résolution, ne tint aucune de ses promesses, refusa de rendre sa belle-sœur et s'empara de la tutelle de sa nièce.
Le duc de Savoie prétendit que c'était faire injure à sa fille et il en prit prétexte pour courir aux armes et attaquer le Montferrat le 22 avril 1613. 
Le roi d'Espagne, Philippe III, s'étant intéressé à cette querelle, il tranche en faveur de Ferdinand de Mantoue et envoie, dès le mois de mai 1613, 4 000 Espagnols, sous les ordres de Juan de Mendoza, Marquis de la Hinojosa (es), gouverneur du Milanais. Cette troupe force le duc de Savoie à lever le siège de Nizza. La guerre continue toutefois mêlée de succès et de revers de part et d'autre.
Le traité de Milan[Lequel ?], censé mettre fin aux combats, ne sera pas respecté.
De nouveau les combats reprennent mêlant de nouveau des succès et des revers de part et d'autre.
Pendant ce temps, le nonce du pape, Giulio Savelli, et Charles d'Angennes, marquis de Rambouillet et ambassadeur de France à Turin, offrirent leur médiation, que le duc de Savoie accepta. Un traité de paix fut alors ébauché et présenté au marquis de la Hinojosa qui refusa les conditions.
Cependant le prince Thomas, fils de Charles-Emmanuel, avait pénétré en Lomelline et prit Candie, Hinojosa consentit à signer le traité d’Asti le 1er décembre 1614.
D’après ce traité, les places conquises devaient être réciproquement rendues, les prisonniers de guerre renvoyés sans rançon, les armées congédiées et les différends entre les ducs de Savoie et de Mantoue devaient être discutés à l’amiable dans un congrès, et vidés avant le terme de six mois. La France se rendit caution des sommes que la maison de Gonzague qu'il restait à devoir à la cour de Turin sur la dot de Blanche de Montferrat et s’engagea à défendre le Piémont, s’il venait à être attaqué après que l’armée de Savoie serait congédiée.
La cour de Madrid apprit avec beaucoup de peine la conclusion de ce traité et désapprouva la conduite du marquis de la Hinojosa. Loin de vouloir ratifier la paix, le roi d'Espagne ordonna au gouverneur de Milan de rentrer en Piémont à la tête de son armée, si le duc de Savoie ne se disposait sans retard à donner des marques de soumission et de repentir.
Le courrier chargé de ses dépêches fut enlevé près de Nice par un navire corsaire savoyard. Les papiers envoyés à Turin instruisirent Charles-Emmanuel des intentions du roi Philippe et il était lui-même très peu disposé à satisfaire ce monarque. Il fit envoyer dans toutes les cours étrangères un mémoire apologétique de sa conduite. La France, Rome et Venise firent des avances pour prévenir une nouvelle rupture, mais le prince savoyard se montra inébranlable décidé à s'en tenir uniquement au traité d'Asti ou à reprendre les armes.
Déterminé à ne rien céder et prévoyant qu'une nouvelle campagne allait se préparer, il se hâta d'augmenter ses forces en faisant de nouvelles levées et en engageant à son service tous les Français, les Lorrains, les Hollandais ou les Suisses qu'il put.
De son côté, le marquis de la Hinojosa donnait également dans les préparatifs de guerre et recrutait son armée. Il fit également publier, par le capitaine de justice de Milan, un manifeste qui déclarait le duc de Savoie déchu de la souveraineté du comté d'Asti et de Santhià, qu'on prétendait relever de la Lombardie.
En réponse, Charles-Emmanuel, fit marcher une colonne d'infanterie vers Langhe, où ses troupes prirent Bossolasque, Gorzegne, Pruney et Ménusy.
À la mi-mars, les troupes espagnoles, sous les ordres de don Pierre de Sarmiento, marchèrent contre le château de Dente, puis mirent le siège devant Monbaldon. Un autre corps, sous les ordres de don Louis de Cordoue, marcha sur Roquevéran qui fut pris le 25 mars.
La guerre de succession de Montferrat entrait dans une nouvelle phase.